# چالیش‌کان‌لار (خیزان)
چالیش‌کان‌لار (به ترکی استانبولی: Çalışkanlar) یک منطقهٔ مسکونی در ترکیه است که در خیزان واقع شده‌است.